# Stac Lee
Stac Lee är en rauk i Storbritannien. Den ligger utanför ön Boreray i ögruppen St. Kilda i Skottland. Toppen på Stac Lee ligger 172 meter över havet. 